# René Roothooft
René Roothooft (* 1. August 1929 in Paris; † 2. Januar 2024 in Villeneuve-Saint-Georges) war ein französischer Tischtennis-Nationalspieler aus den 1950er Jahren. Er nahm an neun Weltmeisterschaften teil.

## Werdegang
René Roothooft war Abwehrspieler. Bei den Nationalen Französischen Meisterschaften gewann er 14 Titel: Im Einzel 1951, 1952 und 1956, im Doppel 1949 mit Charles Dubouillé, 1951, 1953, 1956 und 1958 mit Michel Lanskoy sowie im Mixed 1953 bis 1956 mit Christiane Watel und 1958 und 1959 mit Claude Rougagnou.
Von 1947 bis 1959 wurde er neunmal für Weltmeisterschaften nominiert. Dabei gewann er im Mannschaftswettbewerb 1950 und 1953 Bronze. 1952 unterlag er im Halbfinale dem späteren Weltmeister Hiroji Satō aus Japan.
1952 wurde René Roothooft in der ITTF-Weltrangliste Platz vier.

## Turnierergebnisse
| Verband | Veranstaltung     | Jahr | Ort       | Land | Einzel        | Doppel        | Mixed         | Team |
| ------- | ----------------- | ---- | --------- | ---- | ------------- | ------------- | ------------- | ---- |
| FRA     | Weltmeisterschaft | 1959 | Dortmund  | FRG  | letzte 256    | keine Teiln.  | keine Teiln.  |      |
| FRA     | Weltmeisterschaft | 1957 | Stockholm | SWE  | letzte 64     | Scratched     | keine Teiln.  | 23   |
| FRA     | Weltmeisterschaft | 1955 | Utrecht   | NED  | letzte 32     | letzte 64     | letzte 32     | 5    |
| FRA     | Weltmeisterschaft | 1954 | Wembley   | ENG  | Viertelfinale | letzte 16     | letzte 32     | 4    |
| FRA     | Weltmeisterschaft | 1953 | Bukarest  | ROU  | Viertelfinale | letzte 16     | keine Teiln.  | 3    |
| FRA     | Weltmeisterschaft | 1952 | Bombay    | IND  | Halbfinale    | Viertelfinale | Viertelfinale | 5    |
| FRA     | Weltmeisterschaft | 1951 | Wien      | AUT  | Viertelfinale | letzte 32     | keine Teiln.  | 4    |
| FRA     | Weltmeisterschaft | 1950 | Budapest  | HUN  | letzte 128    | letzte 64     | letzte 16     | 3    |
| FRA     | Weltmeisterschaft | 1947 | Paris     | FRA  | letzte 128    | letzte 32     | keine Teiln.  |      |